# Gai Juvenci
Gai Juvenci (en llatí Caius Juventius) va ser un jurista romà, un dels nombrosos auditores de Muci Escevola, cònsol l'any 95 aC i pontífex màxim. Formava part de la gens Juvència, una gens romana d'origen plebeu procedent de Tusculum.
Sext Pomponi el menciona juntament amb Gai Aquil·li Gal, Lluci Lucili Balb i Sext Papiri i diu que era un dels quatre deixebles més eminents de Muci. No se'n sap res més. Els seus escrits es consideraven de gran autoritat i Servi Sulpici els va incorporar als seus propis escrits.